# Kalikst (Ware)
Kalikst, imię świeckie Timothy Ware (ur. 11 września 1934 w Bath, zm. 24 sierpnia 2022 w Oksfordzie) – angielski duchowny i teolog prawosławny, biskup pomocniczy arcybiskupstwa Tiatyry i Wielkiej Brytanii z tytułem metropolity Dioklei.

## Życiorys
W 1958 r. przyjął prawosławie, a w 1966 r. otrzymał święcenia kapłańskie. Chirotonię biskupią, Prawosławnej Greckiej Archidiecezji Thyateira (obejmującą całą Wielką Brytanię), otrzymał 6 czerwca 1982 r. 30 marca 2007 r. został metropolitą diecezji Dioklei. W czerwcu 2016 r. brał udział w Soborze Wszechprawosławnym na Krecie.